# Hermesíanax de Colofó
|  | Aquest article tracta sobre el poeta elegíac. Si cerqueu l'atleta, vegeu «Hermesíanax de Colofó (atleta)». |

Hermesíanax (en grec antic: Ἐρμησιάναξ, Hermēsiànax) fou un destacat poeta elegíac natural de Colofó (Àsia Menor) que va viure en temps de Filip II de Macedònia i d'Alexandre el Gran (segle iii aC). Sembla que va morir abans de la destrucció de la ciutat de Colofó per part de Lisímac de Tràcia el 302 aC. Fou amic i deixeble de Filetes de Cos.
La seva obra principal va ser un poema elegíac en tres llibres dedicat a la seva amant, Leòncia, que portava per títol el nom de la dona. Una gran part del tercer llibre el cita Ateneu de Nàucratis. Pausànies, Parteni de Focea i Antoní Liberal també en citen fragments. Per Pausànies se sap que també va escriure una elegia al centaure Eurició. Un altre Hermesíanax que va escriure una obra poètica intitulada Περσικά (Persikà) era probablement un poeta posterior.